# Gouverneur général des Îles Salomon
Le gouverneur général des Îles Salomon (en anglais : Governor-General of Solomon Islands) est le chef d'État de facto des Îles Salomon. Il représente le chef d'État de jure, le monarque des Îles Salomon.
L'actuel gouverneur général est Sir David Tiva Kapu, qui occupe le poste depuis le 7 juillet 2024.

## Pouvoirs
Le gouverneur général exerce les fonctions et responsabilités du monarque en son nom. Ces fonctions sont essentiellement symboliques, mais en novembre 2007, le gouverneur général prend néanmoins la parole et appelle le Premier ministre Manasseh Sogavare à convoquer le Parlement pour y faire face à une motion de censure, afin de résoudre une crise politique dans le pays. À la suite d'une discussion avec le Premier ministre, le gouverneur général annonce alors la convocation du Parlement.

## Nomination
Les Îles Salomon se distinguent de la plupart des royaumes du Commonwealth puisque le gouverneur général y est élu par le Parlement, et non nommé par le Premier ministre. Plus exactement, il est nommé par le monarque, qui est tenu de se conformer à la recommandation du Parlement. Le mandat est de cinq ans, renouvelable une fois.

## Liste des gouverneurs généraux
- Sir Baddeley Devesi (1978-1988)
- Sir George Lepping (1988-1994)
- Sir Moses Pitakaka (1994-1999)
- Sir John Lapli (1999-2004)
- Sir Nathaniel Waena (2004-2009)
- Sir Frank Kabui (2009-2019)
- Sir David Vunagi (2019-2024)
- Sir David Tiva Kapu (depuis 2024)